# Метод чотирьох росіян
В інформатиці, метод чотирьох росіян— це техніка пришвидшення алгоритму, що використовує булеві матриці або, загальніше, алгоритмів, що використовують матриці в яких кожна комірка може набувати обмеженої кількості можливих значень.
Розроблений комбінаторний алгоритм дозволяв множити булеві матриці за {\displaystyle O\left({\frac {n^{3}}{\log n}}\right)}. З маленькою зміною алгоритм може працювати за {\displaystyle O\left({\frac {n^{3}}{\log ^{2}n}}\right)}. Станом на 2015 було вже отримано алгоритм, що працює за {\displaystyle O\left({\frac {n^{3}}{\log ^{4}n}}\right)}.

## Алгоритм
Нехай {\displaystyle A} і {\displaystyle B} будуть {\displaystyle n\times n} булевими матрицями. Обираючи довільне {\displaystyle \epsilon } можна розбити {\displaystyle A} на блоки розміру {\displaystyle \epsilon \log n\times \epsilon \log n}. Позначимо кожен такий блок через {\displaystyle A_{ij}}, тоді {\displaystyle 1\leq i,j\leq {\frac {n}{\epsilon \log n}}}.
Для кожної двійки {\displaystyle i,j} створюємо таблицю пошуку {\displaystyle T_{ij}} згідно з такою специфікацією:
для кожного бітового вектора {\displaystyle v} завдовжки {\displaystyle \epsilon \log n}: {\displaystyle T_{ij}[v]=A_{ij}\cdot v}.
Маємо, що {\displaystyle |T_{ij}|=n^{\epsilon }\epsilon \log n}.
Час необхідний для обчислення всіх таблиць асимптотично становить:
{\displaystyle \left({\frac {n}{\log n}}\right)^{2}n^{\epsilon }\log ^{2}n=n^{2+\epsilon }},
бо всього {\displaystyle \left({\frac {n}{\log n}}\right)^{2}} двійок {\displaystyle i,j}, {\displaystyle n^{\epsilon }} векторів {\displaystyle v} і обчислення {\displaystyle A_{ij}v} потребує {\displaystyle O(\log ^{2}n)} для сталої {\displaystyle \epsilon }.
Щодо матриці {\displaystyle B}, то кожен її стовпчик можна розбити на {\displaystyle {\frac {n}{\epsilon \log n}}} частин. Нехай {\displaystyle B_{j}^{k}} буде {\displaystyle j-}й шматок {\displaystyle k-}го стовпчика. Кожен добуток {\displaystyle A_{ij}B_{j}^{k}} можна обчислити за сталий час, бо ми вже маємо обчислені таблиці.
Щоб обчислити {\displaystyle Q=AB}, можна зробити наступне.
Для {\displaystyle j\in [1..{\frac {n}{\epsilon \log n}}]} : {\displaystyle Q_{ij}=Q_{ik}\lor (A_{ij}\cdot B_{j}^{k})} (за означенням булевого добутку матриць). Таким чином, час потрібний для виконання алгоритму становить
{\displaystyle O\left(n\cdot {\frac {n}{\log n}}^{2}\cdot \log n\right)=O\left({\frac {n^{3}}{\log n}}\right)}.
Передобчисливши всі можливі побітові {\displaystyle \lor } у таблицю {\displaystyle S} так, що {\displaystyle S(u,v)=u\lor v}, де {\displaystyle u,v\in \{0,1\}^{\epsilon \log n}}, можна зменшити час виконання до {\displaystyle O\left({\frac {n^{3}}{\log ^{2}n}}\right)}.

## Історія
Алгоритм запропонували Арлазаров, Дініц, Кронрод і Фараджев в 1970. Походження назви невідоме; Aho, Hopcroft та Ullman, (1974) пояснюють:
Другий метод, часто згадуваний як алгоритм «чотирьох росіян», через кількість і громадянство його винахідників, що «практичніше» ніж алгоритм в теоремі 6.9.
Всі чотири автори працювали тоді в Москві.